# Ahmad ibn Yusuf
Ahmad ibn Yusuf (arabisch أحمد بن يوسف البغدادي, DMG Aḥmad b. Yūsuf, latinisiert Ametus, * vor 839 in Bagdad; † 912 oder 913 in Kairo) war ein Mathematiker.

## Leben
Ahmad ibn Yusuf kam 839 mit seinem Vater Yusuf ibn Ibrahim, einem Gelehrten, der sich mit Mathematik, Astronomie und Medizin befasste, nach Damaskus und ging später nach Kairo. Da er später den Beinamen der Ägypter (al-Misri) trug, lebte er dort lange. Er war bei der Herrscherfamilie der Tulun als Sekretär angestellt, die von 868 bis 905 regierten. Er erwähnt mehrfach einen Huda ibn Ahmad ibn Tulun, möglicherweise einer der Söhne des Herrschers Ahmad ibn Tulun, der bis 884 regierte.
Er schrieb einen Kommentar zu Buch 5 der Elemente von Euklid, den Gerhard von Cremona als Epistola de proportione et proportionalitate ins Lateinische übersetzte. Manuskripte sind in der Pariser Nationalbibliothek, der Laurenziana in Florenz, in der Österreichischen Nationalbibliothek und in weiteren Bibliotheken. Er unterschied in seiner Klassifikation von Proportionen 18 Fälle. Außer Euklids Kapitel über Proportionen und Verhältnisse nimmt er auch auf den Almagest (Buch 1, Kapitel 13) von Claudius Ptolemäus Bezug.
Ahmad ibn Yusuf hatte Einfluss auf Fibonacci (der das Werk von Ahmad ibn Yusuf auf Steuerprobleme anwandte) und dessen Liber Abaci, Thomas Bradwardine, Jordanus Nemorarius und Luca Pacioli. Der Euklid-Kommentator Campanus von Novara wies ihm einen Zirkelschluss nach.
Er verfasste einen Kommentar zum Centiloquium, einer Sammlung von 100 Aphorismen über Astrologie, die im Mittelalter fälschlich Claudius Ptolemäus zugeschrieben wurde und als Buch der Frucht (Kitab al-Tamara), lateinisch Liber Fructus, bekannt war und von Plato von Tivoli und Johannes Hispalensis ins Lateinische übersetzt wurde. Es war noch im 15. Jahrhundert ein Lehrbuch für Medizinstudenten an der Universität Bologna.  Nach Richard Lemay ist Ahmad ibn Yusuf möglicherweise selbst Autor des Centiloquium. Ahmad ibn Yusuf wurde manchmal mit Ali ibn Ridwan (Haly) verwechselt, der einen Kommentar über das astrologische Hauptwerk Tetrabiblos von Claudius Ptolemäus verfasste und ebenfalls in Ägypten wirkte.
Er schrieb auch ein Buch über ähnliche Bögen und eines über das Astrolabium. Alle vier Werke sind in arabisch und außer dem Buch über das Astrolabium auch in lateinischer Übersetzung erhalten.